# Olympische Sommerspiele 1912/Schwimmen – 1500 m Freistil (Männer)
Der Schwimmwettkampf über 1500 Meter Freistil der Männer bei den Olympischen Spielen 1912 in Stockholm wurde vom 6. bis 10. Juli ausgetragen.

## Rekorde
Vor Beginn der Olympischen Spiele waren folgende Rekorde gültig.
| Weltrekord         | 22:48,4 min | Henry Taylor | London (Großbritannien) | 25. Juli 1908 |
| Olympischer Rekord | 22:48,4 min | Henry Taylor | London (Großbritannien) | 25. Juli 1908 |

Folgende neue Rekorde wurden aufgestellt:
| Weltrekord | 22:23,0 min | George Hodgson | Vorlauf 3 |
| Weltrekord | 22:00,0 min | George Hodgson | Finale    |

## Ergebnisse

### Vorläufe
Die zwei schnellsten Athleten eines jeden Vorlaufs sowie der schnellste Dritte qualifizierten sich für das Halbfinale.
Lauf 1
| Rang | Athlet            | Nation         | Zeit        | Anm. |
| ---- | ----------------- | -------------- | ----------- | ---- |
| 1    | Vilhelm Andersson | Schweden       | 23:12,2 min | Q    |
| 2    | Malcolm Champion  | Australasien   | 23:34,0 min | Q    |
| 3    | Henry Taylor      | Großbritannien | 24:06,4 min | q    |
| —    | Herbert Wetter    | Norwegen       | DNF         |      |

Lauf 2
| Rang | Athlet              | Nation         | Zeit        | Anm. |
| ---- | ------------------- | -------------- | ----------- | ---- |
| 1    | Béla von Las-Torres | Ungarn         | 22:58,0 min | Q    |
| 2    | John Hatfield       | Großbritannien | 23:16,6 min | Q    |
| —    | Auguste Caby        | Frankreich     | DNF         |      |

Lauf 3
| Rang | Athlet            | Nation       | Zeit        | Anm.  |
| ---- | ----------------- | ------------ | ----------- | ----- |
| 1    | George Hodgson    | Kanada       | 22:23,0 min | Q, WR |
| 2    | William Longworth | Australasien | 23:03,6 min | Q     |
| 3    | Harry Hedegaard   | Dänemark     | 28:32,4 min |       |

Lauf 4
| Rang | Athlet           | Nation         | Zeit        | Anm. |
| ---- | ---------------- | -------------- | ----------- | ---- |
| 1    | Sydney Battersby | Großbritannien | 23:58,0 min | Q    |
| 2    | Franz Schuh      | Österreich     | 25:19,8 min | Q    |
| 3    | Eskil Wedholm    | Schweden       | 27:38,0 min |      |
| —    | Mario Massa      | Italien        | DNF         |      |

Lauf 5
| Rang | Athlet           | Nation           | Zeit        | Anm. |
| ---- | ---------------- | ---------------- | ----------- | ---- |
| 1    | Harold Hardwick  | Australasien     | 23:23,2 min | Q    |
| 2    | William Foster   | Großbritannien   | 23:52,2 min | Q    |
| 3    | John Johnsen     | Norwegen         | 25:45,6 min |      |
| 4    | Gustav Collin    | Schweden         | 27:05,2 min |      |
| —    | Pawel Awksentjew | Russisches Reich | DNF         |      |

### Halbfinale
Halbfinale 1
| Rang | Athlet            | Nation         | Zeit        | Anm. |
| ---- | ----------------- | -------------- | ----------- | ---- |
| 1    | George Hodgson    | Kanada         | 22:26,0 min | Q    |
| 2    | John Hatfield     | Großbritannien | 22:33,4 min | Q    |
| 3    | Harold Hardwick   | Australasien   | 23:14,0 min | q    |
| 4    | Vilhelm Andersson | Schweden       | 23:14,4 min |      |
| —    | Henry Taylor      | Großbritannien | DNF         |      |
| —    | Franz Schuh       | Österreich     | DNS         |      |

Halbfinale 2
| Rang | Athlet              | Nation         | Zeit        | Anm. |
| ---- | ------------------- | -------------- | ----------- | ---- |
| 1    | Béla von Las-Torres | Ungarn         | 23:09,8 min | Q    |
| 2    | Malcolm Champion    | Australasien   | 23:24,2 min | Q    |
| 3    | William Foster      | Großbritannien | 23:32,2 min |      |
| 4    | Sydney Battersby    | Großbritannien | unbekannt   |      |
| —    | William Longworth   | Australasien   | DNS         |      |

### Finale
| Rang | Athlet              | Nation         | Zeit        | Anm. |
| ---- | ------------------- | -------------- | ----------- | ---- |
| 1    | George Hodgson      | Kanada         | 22:00,0 min | WR   |
| 2    | John Hatfield       | Großbritannien | 22:39,0 min |      |
| 3    | Harold Hardwick     | Australasien   | 23:15,4 min |      |
|      | Malcolm Champion    | Australasien   | DNF         |      |
|      | Béla von Las-Torres | Ungarn         | DNF         |      |